# Ne Obliviscaris
Ne Obliviscaris (Latijn voor "vergeet niet") is een Australische progressieve metalband uit Melbourne, opgericht in 2003. De band combineert deathmetal met verschillende andere invloeden, onder andere uit de klassieke muziek en blackmetal. Er wordt veel gebruik gemaakt van de viool. De zangpartijen bestaan hoofdzakelijk uit gegrunt en gewone zang.
Marc "Xenoyr" Campbell en voormalig bassist Adam Cooper richtten Ne Obliviscaris op in april 2003. Tim Charles kwam in september van dat jaar bij de band. In de eerste twee jaren van de band waren er veel veranderingen in de samenstelling. In 2007 bracht de band de demo The Aurora Veil uit.
Het debuutalbum The Portal of I kwam in 2012 uit. In 2014 werd het tweede album Citadel uitgebracht. Sinds 2016 maakt Ne Obliviscaris gebruik van crowdfunding via Patreon.
In januari 2017 werd bassist Brendan "Cygnus" Brown uit de band gezet. De band kwam in opspraak nadat bleek dat Brown beschuldigd werd van huiselijk geweld. Het weblog I Probably Hate Your Band en radio-dj Lochlan Watt beweerden dat de overige bandleden lange tijd op de hoogte waren van de beschuldigingen over Brown. De bandleden ontkenden deze aantijging. I Probably Hate Your Band nam de aantijging enkele maanden later terug.
Ne Obliviscaris bracht in 2017 zijn derde album Urn uit, en in 2023 het laatst uitgebrachte album Exul.

## Discografie
Studio-albums
- Portal of I (2012)
- Citadel (2014)
- Urn (2017)
- Exul (2023)

Extended plays
- The Aurora Veil (2007) - demo
- Sarabande to Nihil (2015) - heropnames van materiaal uit 2004-2005
- Hiraeth (2015) - heropnames van materiaal uit 2004-2005

## Bandleden
- Marc "Xenoyr" Campbell (zanger/grunter)
- Tim Charles (zanger, violist)
- Benjamin Baret (gitarist)
- Daniel Presland (drummer)
- Matt Klavins (gitarist)
- Martino Garattoni (basgitarist)